# أثينغ مو
أثينغ مو (مواليد 8 يونيو 2002) هي لاعبة ركض مسافات متوسطة أمريكية، شاركت في أولمبياد 2020.